# Активність радіоактивного джерела
Акти́вність радіоакти́вного джерела́ — очікувана кількість елементарних радіоактивних розпадів за одиницю часу.

## Похідні величини
- Питома активність — активність одиниці маси речовини джерела.
- Об'ємна активність — активність одиниці об'єму джерела.

Питома та об'ємна активності використовуються, як правило, у випадку, коли радіоактивна речовина розподілена по об'єму джерела.
- Поверхнева активність — активність одиниці площі джерела.

Використовується у випадках, коли радіоактивна речовина розподілена по поверхні джерела.

## Одиниці вимірювання активності
В Міжнародній системі одиниць (SI) одиницею активності є бекерель (Бк, Bq); 1 Бк = с−1. У зразку з активністю 1 Бк відбувається в середньому 1 розпад за секунду.
Позасистемними одиницями активності є:
- кюрі (Кі, Ci); 1 Кі = 3,7× 1010 Бк.
- резерфорд (Рд, Rd); 1 Рд = 106 Бк (використовується рідко).

Питома активність вимірюється в бекерелях на кілограм (Бк/кг, Bq/kg), іноді Кі/кг і т.д. Системна одиниця об'ємної активності — Бк/м³, часто використовується також Бк/л. Системна одиниця поверхневої активності — Бк/м², часто використовується також Кі/км² (1 Кі/км² = 37 кБк/м²).
Існують також застарілі позасистемні одиниці вимірювання об'ємної активності (застосовуються тільки для альфа-активних нуклідів, як правило газоподібних, зокрема для радону):
- махе; 1 махе = 13,5 кБк/м3;
- еман; 1 еман = 0,1 нКі/л = 3,7 Бк/л = 3700 Бк/м3.

## Залежність активності від часу
Активність (або швидкість розпаду), тобто кількість розпадів за одиницю часу, згідно з  законом радіоактивного розпаду залежить від часу таким чином:
{\displaystyle A(t)=-{\frac {dN}{dt}}=\lambda N={\frac {\ln 2}{T_{1/2}}}\,N_{0}\,2^{-t/T_{1/2}}={\frac {\ln 2}{T_{1/2}}}\,{\frac {m}{\mu }}\,N_{A}\,2^{-t/T_{1/2}}=A_{0}\,2^{-t/T_{1/2}},}
де
- NA — число Авогадро,
- T1/2 — період напіврозпаду,
- N(t) — кількість радіоактивних ядер даного типу,
- N0 — їх початкова кількість,
- λ — стала розпаду,
- μ — молярна маса радіоактивних ядер даного типу,
- m — маса зразка (радіоактивних ядер даного типу).

Тут вважається, що у взірці не з'являються нові ядра даного радіонукліду, в протилежному випадку залежність активності від часу може бути більш складною. Так, хоча період напіврозпаду радію-226 всього 1600 років, активність 226Ra у взірці уранової руди збігається з активністю урану-238 протягом майже всього часу існування взірця (крім перших 1-2 мільйонів років до встановлення вікової рівноваги, коли активність радію навіть росте).

## Розрахунок активності джерела
Знаючи період напіврозпаду (T1/2) і молярну масу (μ) речовини, з якої складається зразок, а також масу m самого зразка, можна обчислити значення кількості розпадів, які відбулися у зразку за період часу t за такою формулою (отриманою з рівняння радіоактивного розпаду):
{\displaystyle N(t)=N_{0}\left(1-2^{-t/T_{1/2}}\right),}
де {\displaystyle N_{0}={\frac {m}{\mu }}N_{A}} — початкова кількість ядер. Активність рівна (з точністю до знаку) похідній по часу від N(t):
{\displaystyle A=-dN(t)/dt={\frac {N_{0}\ln 2}{T_{1/2}}}\cdot 2^{-t/T_{1/2}}.}
Якщо період напіврозпаду великий у порівнянні з часом вимірювань {\displaystyle (t\ll T_{1/2}),} активність можна вважати постійною. В цьому випадку формула спрощується:
{\displaystyle A={\frac {N_{0}\ln 2}{T_{1/2}}}.}
Величина {\displaystyle \lambda ={\frac {\ln 2}{T_{1/2}}}} називається константою розпаду (або постійною розпаду) радіонукліда. Обернена до неї величина {\displaystyle \tau =1/\lambda ={\frac {T_{1/2}}{\ln 2}}} називається часом життя (збігається з періодом напіврозпаду з точністю до коефіцієнта 1/ln 2 ≈ 1/0,69 ≈ 1,44; її фізичний зміст — час, протягом якого кількість радіонукліду зменшується в e разів).
Як правило, на практиці доводиться розв'язувати обернену задачу — визначати період напіврозпаду радіонукліда, з якого складається зразок. Один з методів розв'язання цієї задачі, що підходить для коротких періодів напіврозпаду, — вимірювання активності досліджуваного препарату через різні проміжки часу. Для визначення довгих періодів напіврозпаду, коли активність за час вимірювання практично постійна, необхідно виміряти активність і кількість атомів радіонукліда, що розпадається:
{\displaystyle T_{1/2}={\frac {N_{0}\ln 2}{A}}.}

## Приклади
- Питома активність радію-226 — 1 Кі/г.
- Типова об'ємна активність радону в повітрі над материками — 10…100 Бк/м³.
- Поверхнева активність цезію-137 в 30-кілометровій зоні навколо Чорнобильської АЕС сягає десятків Кі/км².